# Сершю
Сершю (тиб. སེར་ཤུལ།, Вайли: gser shul, тиб. пиньинь: Sershül) или Шицюй (кит. упр. 石渠, пиньинь Shíqú) — уезд Гардзе-Тибетского автономного округа провинции Сычуань (КНР). Правление уезда размещается в посёлке Нися.

## История
Уезд был образован в 1909 году.
В 1939 году была создана провинция Сикан, и уезд вошёл в её состав.
В апреле 1950 года в составе провинции Сикан был образован Специальный район Кандин (康定专区), и уезд вошёл в его состав; в декабре 1950 года Специальный район Кандин был переименован в Тибетский автономный район провинции Сикан (西康省藏族自治区). В 1955 году провинция Сикан была расформирована, и район был передан в состав провинции Сычуань; так как в провинции Сычуань уже имелся Тибетский автономный район, то бывший Тибетский автономный район провинции Сикан сменил название на Гардзе-Тибетский автономный округ.

## Административное деление
Уезд делится на 5 посёлков и 17 волостей.